# Wołodymyr Brażko
Wołodymyr Wołodymyrowycz Brażko, ukr. Володимир Володимирович Бражко (ur. 23 stycznia 2002 w Zaporożu) – ukraiński piłkarz, grający na pozycji defensywnego pomocnika w ukraińskim klubie Dynamo Kijów oraz w reprezentacji Ukrainy. Uczestnik Mistrzostw Europy 2024.

## Kariera piłkarska

### Kariera klubowa
Wychowanek klubów Metałurh Zaporoże i Dynamo Kijów, barwy których bronił w juniorskich mistrzostwach Ukrainy (DJuFL). W 2018 roku rozpoczął karierę piłkarską w juniorskiej drużynie Dynamo U-17, a 27 kwietnia 2019 roku zadebiutował w młodzieżowej drużynie. 18 lipca 2022 został wypożyczony do Zorii Ługańsk.

### Kariera reprezentacyjna
W 2017 debiutował w juniorskiej reprezentacji Ukrainy U-17. Potem od 2020 bronił barw młodzieżówki.
21 marca 2024 zadebiutował w seniorskiej kadrze w wygranym 2:1 meczu barażowym o awans na Euro 2024 z Bośnią i Hercegowiną.

## Sukcesy i odznaczenia

### Sukcesy klubowe
Zoria Ługańsk
- brązowy medalista Mistrzostw Ukrainy: 2022/23

### Sukcesy reprezentacyjne
Ukraina U-21
- brązowy medalista Mistrzostw Europy U-21: 2023